# بريكس
بريكس هي منظمة حكومية دولية من عشرة دول هي البرازيل وروسيا والهند والصين وجنوب إفريقيا وإيران ومصر وإثيوبيا والإمارات العربية المتحدة وإندونيسيا. تأسست بريكس في البداية لإبراز فرص الاستثمار، ثم تحولت المجموعة إلى كتلة جيوسياسية وتُعقد اجتماعات سنوية في قمم رسمية لتنسيق السياسات المتعددة الأطراف منذ عام 2009. تُدار العلاقات بين دول بريكس على أساس عدم التدخل والمساواة والمنفعة المتبادلة.
عقدت الدول المؤسسة الأولى - البرازيل وروسيا والهند والصين - أول قمة لها في روسيا في عام 2009، كانت المجموعة وقتها تسمى اسم البريك. غير اسم المجموعة إلى الاسم الحالي بعد انضمام جنوب إفريقيا لها ومشاركتها في عام 2011. شاركت إيران ومصر وإثيوبيا والإمارات العربية المتحدة أول مرة كأعضاء في قمة 2024 في روسيا. لم ترد المملكة العربية السعودية على دعوة الانضمام إلى بريكس وما زالت تدرس جدوى الأمر.
تشكل دول البريكس مجتمعة حوالي 30٪ من مساحة اليابسة في العالم و45٪ من سكانه. تعتبر جنوب إفريقيا أكبر اقتصاد في القارة الإفريقية، والبرازيل والهند والصين من أكبر عشر دول في العالم حسب السكان والمساحة والناتج المحلي الإجمالي الاسمي وتعادل القوة الشرائية أما روسيا فهي قوة اقتصادية كبيرة في أوروبا. جميع الدول الأعضاء الخمس الأساسية هم أيضًا أعضاء في مجموعة العشرين، يبلغ الناتج المحلي الإجمالي الاسمي لدول المجموعة مجتمعة 28 تريليون دولار أمريكي (أي حوالي 27٪ من الناتج الإجمالي العالمي) وإجمالي ناتج محلي بعادل القوة الشرائية يقدر بحوالي 65 تريليون دولار أمريكي (أي 35٪ من الناتج الإجمالي العالمي بتعادل القوة الشرائية) وحوالي 5.2 تريليون دولار أمريكي من الاحتياطيات الأجنبية في عام 2024.
تعتبر مجموعة البريكس بديلاً للمؤسسات التي تهيمن عليها الدول الغربية ودول مجموعة الدول الصناعية السبع ويوجد في المجموعة بعض الاقتصادات النامية الرائدة. نفذت هذه دول المجموعة مبادرات مثل بنك التنمية الجديد وترتيب احتياطي الطوارئ في بريكس وبريكس باي والمنشور الإحصائي المشترك لدول البريكس وعملة احتياطي للبريكس. نالت مجموعة بريكس إشادات وانتقادات من قبل العديد من المحللين.

حصة البريكس ومجموعة السبع الصناعية من الناتج المحلي الإجمالي (تعادل القدرة الشرائية).

## التاريخ

### التأسيس

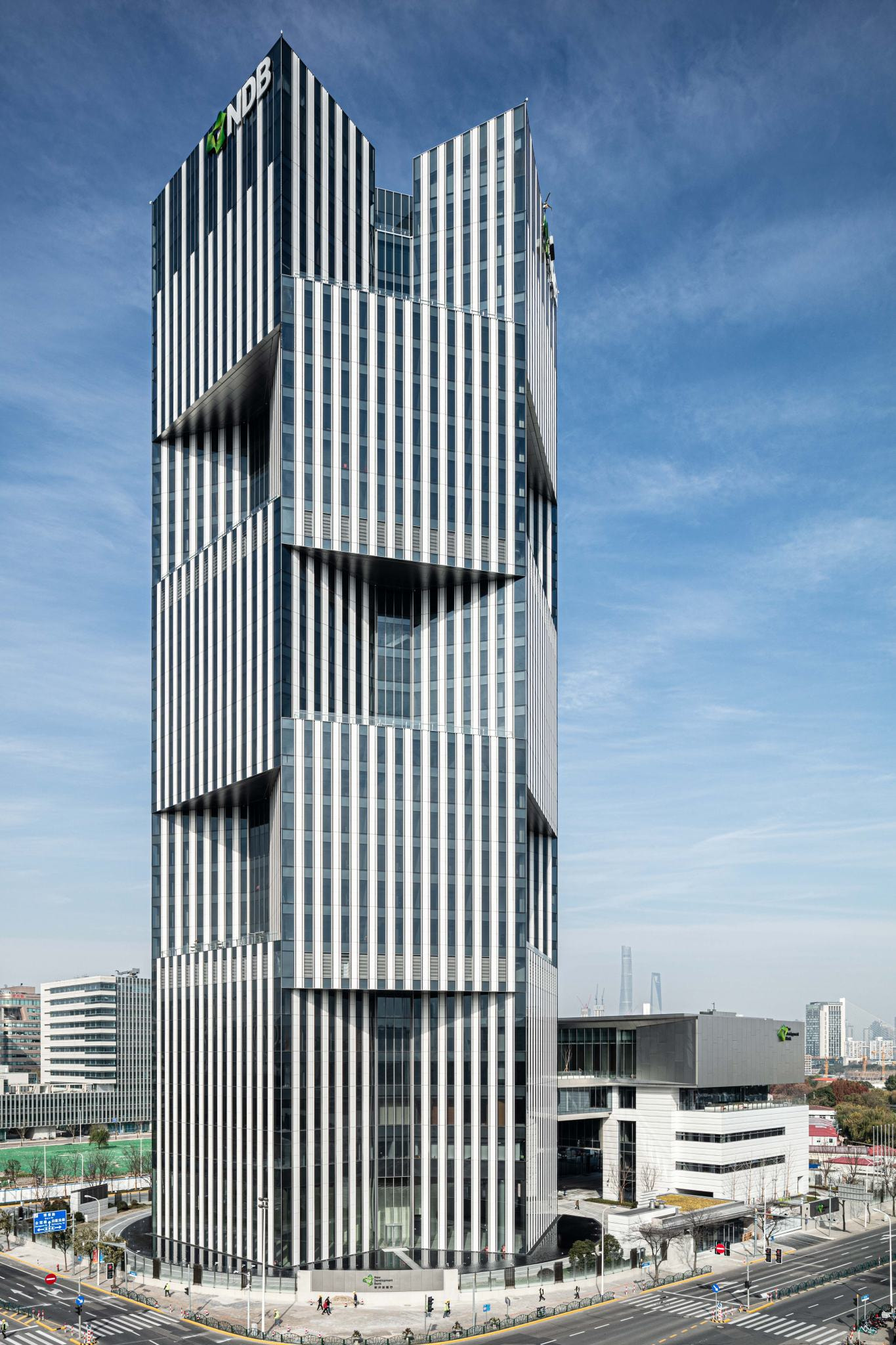
برج بريكس في شنغهاي

صاغ مصطلح البريكس جيم أونيل في عام 2001 في منشور "بناء بريكس اقتصادي عالمي أفضل"، كان جيم يشغل منصب رئيس أبحاث الاقتصاد العالمي في جولدمان ساكس ثم أصبح رئيس مجلس إدارة جولدمان ساكس لإدارة الأصول.
اجتمع وزراء خارجية الدول الأربع الأولى لمجموعة البريك (البرازيل وروسيا والهند والصين) في نيويورك في سبتمبر 2006 على هامش المناقشات العامة للجمعية العامة للأمم المتحدة، ثم شرعت الدول في سلسلة من الاجتماعات رفيعة المستوى. عُقد اجتماع دبلوماسي كبير في يكاترينبرغ، روسيا في 16 يونيو 2009.
انعقدت القمة الرسمية الأولى لمجموعة بريك في يكاترينبرغ في 16 يونيو 2009، شارك فيها لويس إيناسيو لولا دا سيلفا وديمتري ميدفيديف ومانموهان سينغ وهو جينتاو. تمحورت القمة حول تعزيز الاقتصاد العالمي وإصلاح المؤسسات المالية وتباحثت في سبل تحسين التعاون المستقبلي بين الدول الأربع. كما ناقشت الدول كيفية زيادة مشاركة الدول النامية في الشؤون العالمية.
دعت دول البريك عقب قمة يكاترينبرج في عام 2009 إلى ضرورة وجود عملة احتياطية عالمية جديدة تتسم بالاستقرار والقابلية للتنبؤ. انخفضت قيمة الدولار الأمريكي أمام العملات الرئيسية الأخرى بعد صدور البيان على أنه لم ينتقد سيطرة الدولار الأمريكي مباشرة - وهو موقف سبق أن اتخذته روسيا -.

### توسع 2010
شرعت جنوب إفريقيا في لانضمام إلى مجموعة البريك في عام 2010، وبدأ قبولها رسميًا في المنظمة في أغسطس من ذلك العام. أصبحت جنوب أفريقيا عضوًا رسميًا في 24 ديسمبر 2010 بعد دعوة رسمية من الصين، ثم قبلتها لاحقًا الدول الأخرى في البريك. غير اسم المجموعة إلى بريكس فأضيف إلى الاسم حرف "S" ليرمز لجنوب إفريقيا. وفي أبريل 2011، حضر جاكوب زوما رئيس جنوب إفريقيا قمة بريكس في سانيا بالصين بأبريل 2011 كعضو كامل العضوية.

### بنك التنمية الجديد

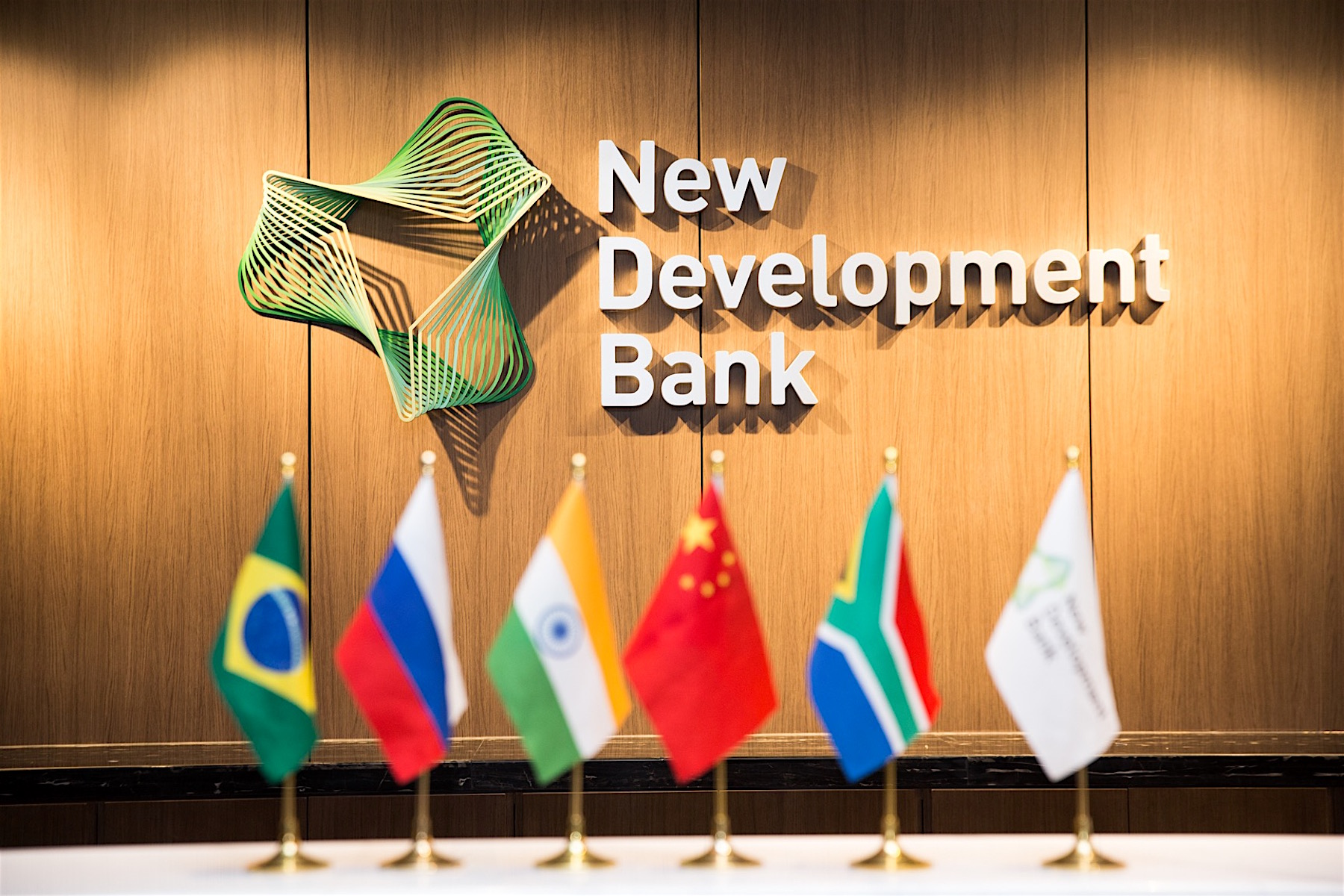
شعار بنك التنمية الجديد

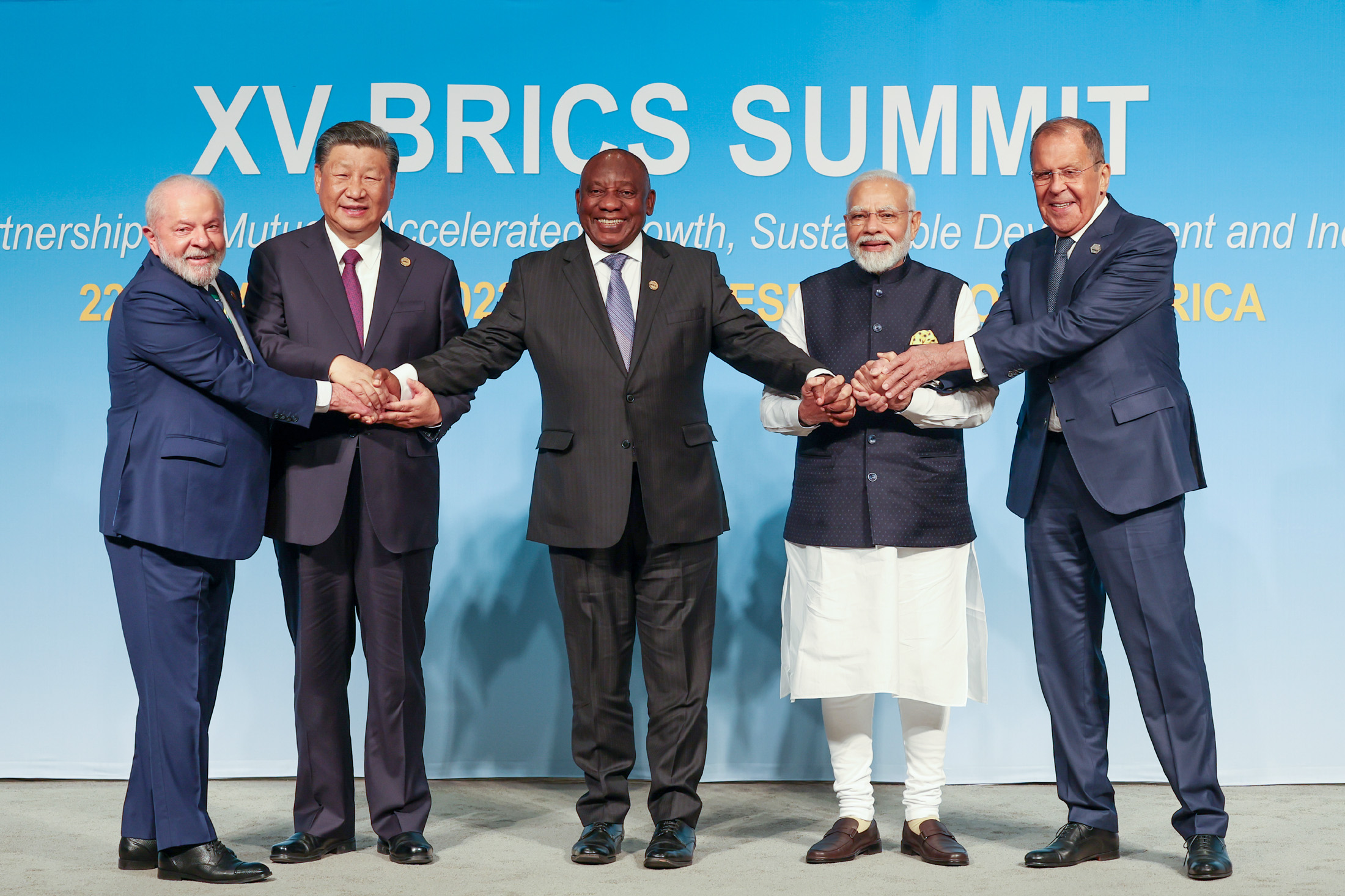
رئيس جنوب أفريقيا سيريل رامافوزا وممثلون آخرون عن البريكس في قمة بريكس الاخمسة عشر في جوهانسبرغ في 23 أغسطس 2023

اتفقت الدول الأعضاء على تأسيس مؤسسة مالية دولية للعمل مع صندوق النقد الدولي والبنك الدولي قي مارس 2013 في القمة الخامسة لبريكس في ديربان. وخططوا إنشاء بنك التنمية الجديد بحلول العام 2014.
تعهدت الصين بتقديم 41 مليار دولار للصندوق وتعهدت كل من البرازيل والهند وروسيا بتقديم 18 مليار دولار وجنوب إفريقيا بـ 5 مليارات دولار وذلك في اجتماع لقادة مجموعة البريكس في سان بطرسبرغ في سبتمبر 2013. أرادات الصين بما أنها ذات أكبر احتياطيات النقد الأجنبي في العالم والمساهم الأكبر في البنك بدور إداري أكبر فيه. كما أبدت الصين رغبتها في استضافة مقر البنك. أعلن وزير المالية الروسي أنطون سيلوانوف في أكتوبر 2013 عن خطط لإنشاء صندوق بقيمة 100 مليار دولار مخصص لاستقرار أسواق العملات بحلول أوائل عام 2014، وأكد وزير المالية البرازيلي غيدو مانتيغا أن الصندوق سيكون جاهزًا بحلول مارس 2014. لكن لم يُنشئ مجمع احتياطي العملات وبنك التنمية حتى أبريل 2014، وأجل الموعد المقرر إلى عام 2015.
وقعت دول البريكس اتفاقية لتأسيس بنك التنمية الجديد (بنك تنمية بريكس) برأسمال قدره 100 مليار دولار وصندوق احتياطي بقيمة تفوق 100 مليار دولار أمريكي في يوليو 2014 في القمة السادسة لبريكس في فورتاليزا. تلا قمة فورتاليزا اجتماع لدول بريكس مع قادة اتحاد دول أمريكا الجنوبية في برازيليا.

### المبادرات الأخرى

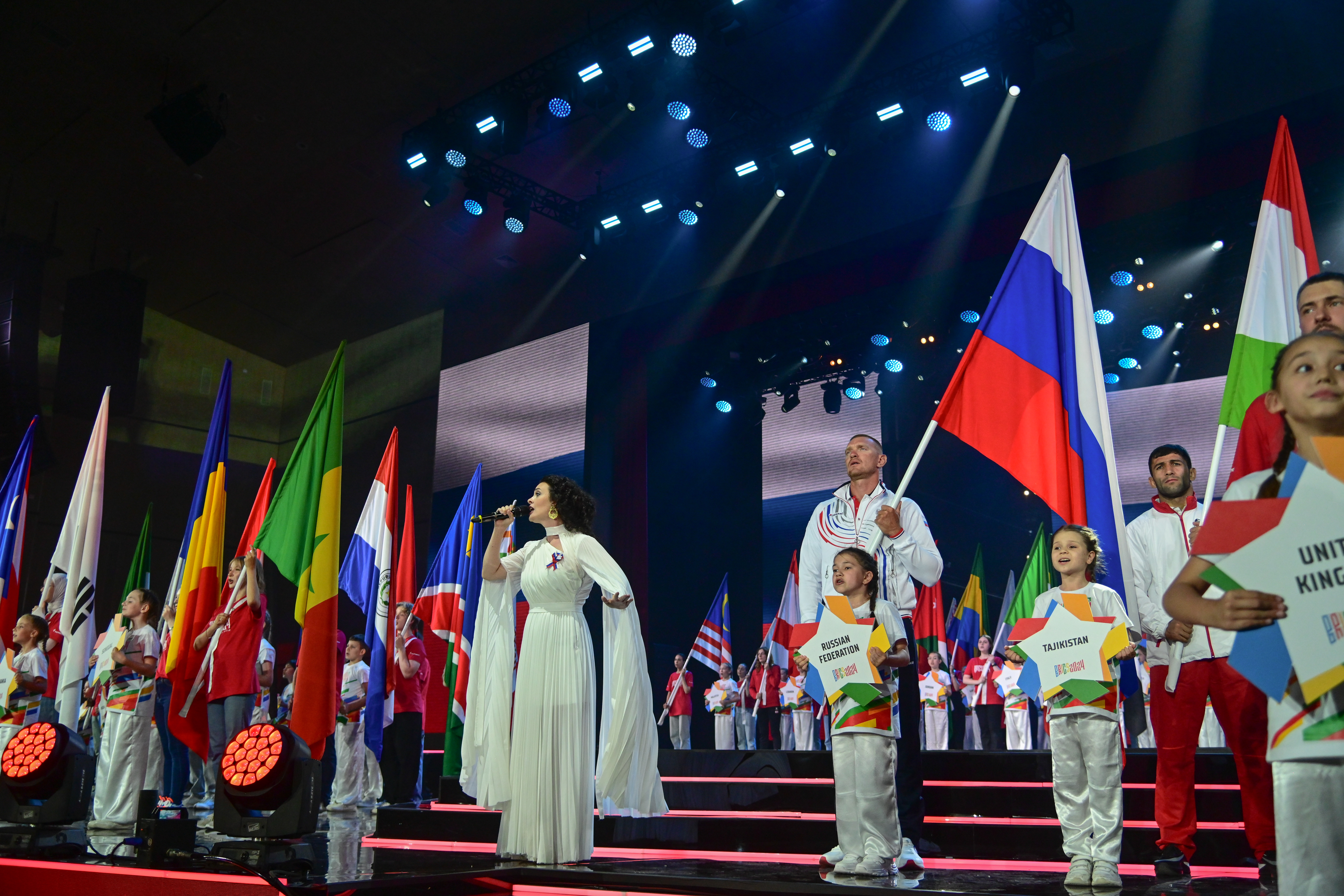
ألعاب بريكس 2024 في روسيا

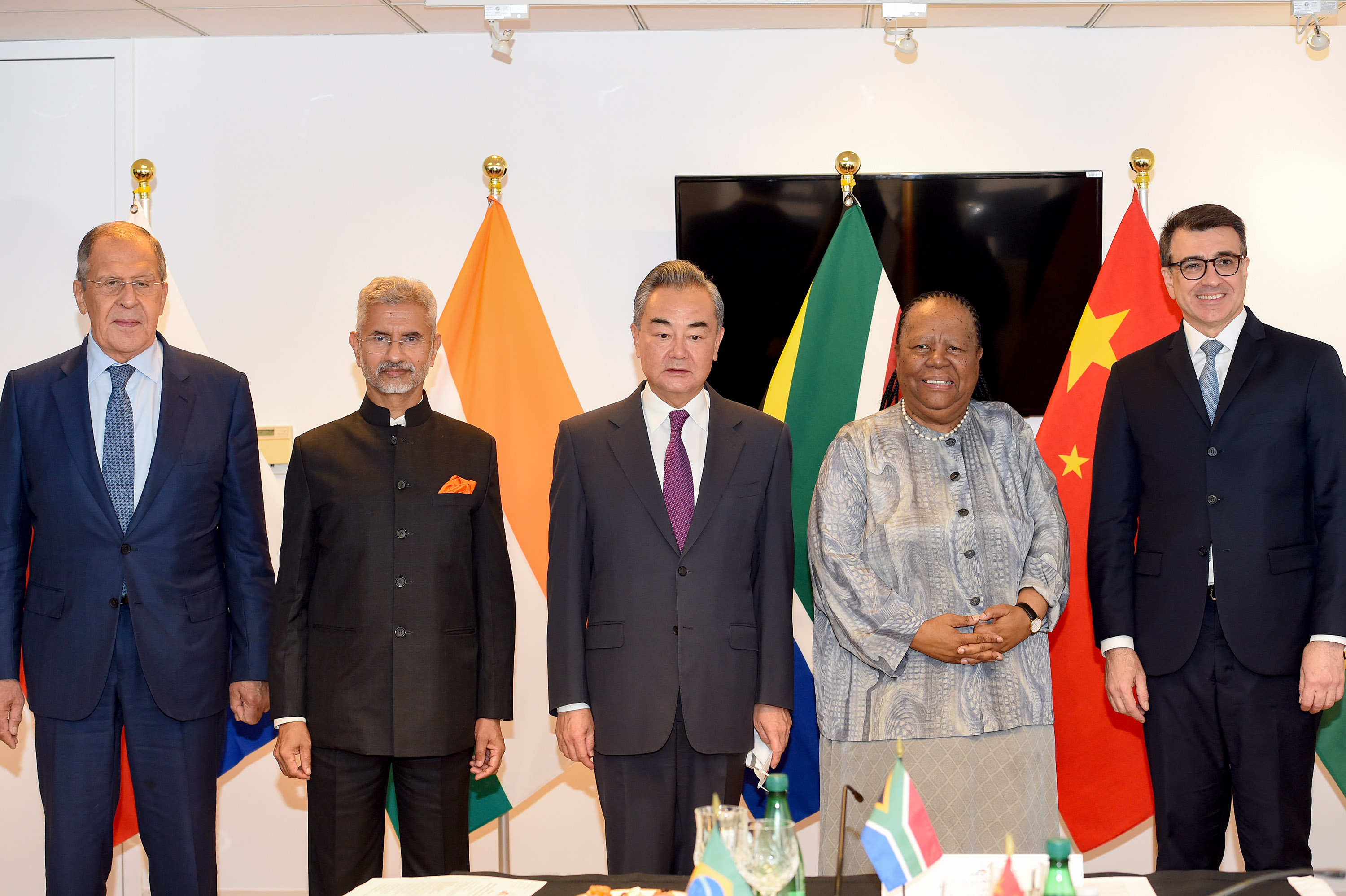
اجتماع وزراء خارجية بريكس في 22 سبتمبر 2022

تعمل مجموعة دول بريكس منذ عام 2012 على إنشاء نظام كابل اتصالات بحري من الألياف الضوئية يُعرف باسم كابل بريكس. كانت إحدى دوافع هذا المشروع هي أنشطة التجسس التي قامت بها وكالة الأمن القومي الأمريكية على الاتصالات السلكية واللاسلكية الداخلة والخارجة من الولايات المتحدة.
وقّع وزراء الاتصالات في دول بريكس في أغسطس 2019 على خطاب نوايا للتعاون في مجال تكنولوجيا المعلومات والاتصالات، وذلك أثناء الاجتماع الخامس لوزراء الاتصالات للدول الأعضاء الذي عُقد في برازيليا، البرازيل.
عُقدت قمة البريكس 2020 افتراضيًا في سانت بطرسبرغ، روسيا، وناقشت فيها الدول التعامل مع جائحة فيروس كورونا وسبل إصلاح المنظمات العالمية متعدد الأطراف. دعا رئيس الوزراء الهندي ناريندرا مودي قمة البريكس في 2021 إلى إجراء تحقيق شفاف حول منشأ كوفيد-19 بإشراف منظمة الصحة العالمية وبالتعاون الكامل من "جميع الدول"، ودعا الرئيس الصيني شي جين بينغ دول بريكس إلى "معارضة تسييس" العملية.
أعلنت جنوب إفريقيا في مايو 2023 عن منح حصانة دبلوماسية لفلاديمير بوتين وغيره من المسؤولين الروس ليتسنى لهم حضور القمة الخامسة عشر لبريكس في جوهانسبرغ، ذلك بعد صدور مذكرة توقيف من المحكمة الجنائية الدولية ضد بوتين. أعلن الرئيس الروسي في يوليو 2023 أنه لن يحضر قمة جوهانسبرغ شخصيًا وسيحضره عبر الإنترنت، وسيقود رئيس الوزراء سيرجي لافروف الوفد الروسي المشارك في القمة بدلا منه.

### توسع 2024

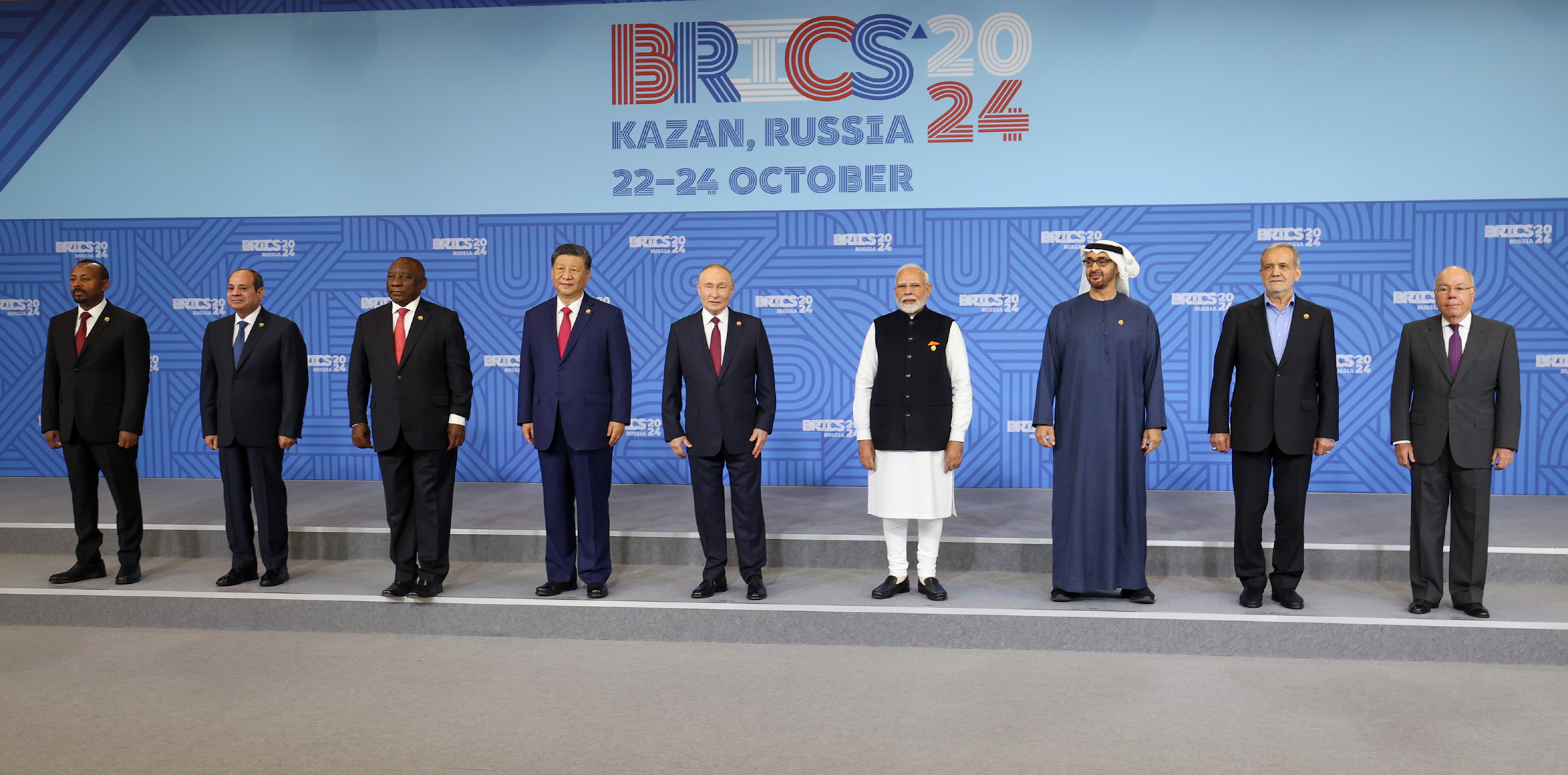
ممثلو دول البريكس في قمة بريكس السادس عشر في قازان، روسيا، 23 أكتوبر 2024

أعلن الرئيس الجنوب أفريقي سيريل رامافوزا في أغسطس 2023 في القمة الخامسة عشر دعوة ست دول من مجموعة الأسواق الناشئة (الأرجنتين ومصر وإثيوبيا وإيران والمملكة العربية السعودية والإمارات العربية المتحدة) للانضمام إلى المجموعة، وإذا وافقت الدول فستدخل العضوية الكاملة حيز التنفيذ في 1 يناير 2024. أفضت الانتخابات العامة الأرجنتينية في نوفمبر 2023 إلى انتخاب خافيير مايلي رئيسًا والذي قرر سحب طلب العضوية. أكدت وزيرة الخارجية الأرجنتينية الجديدة ديانا موندينو في 30 نوفمبر 2023 أن الأرجنتين لن تنضم إلى بريكس. أرسلت الحكومة الأرجنتينية في 29 ديسمبر 2023 رسالة إلى قادة بريكس تعلن فيها رسميًا انسحابها من عملية الانضمام.
لم تنضم المملكة العربية السعودية إلى مجموعة بريكس في مطلع عام 2024 كما كان متوقعًا، وأُعلن أنها تدرس الأمر. وصف قادة المجموعة أن هذا التوسع جزء من خطة لإنشاء نظام عالمي متعدد الأقطاب معتمد على دول الجنوب العالمي يتحدى وينافس النظام الذي تهيمن عليه الدول الغربية. استغلت صحيفة تشاينا ديلي هذا التوسع لتدعي أن هناك اهتمامًا متزايدًا من الدول النامية للانضمام إلى بريكس.
دعت المنظمة 13 دولة إضافية في 24 أكتوبر 2024 لتصبح دولة شريكة وهذه الدول: الجزائر وبيلاروسيا وبوليفيا وكوبا وإندونيسيا وكازاخستان وماليزيا ونيجيريا وتايلاند وتركيا وأوغندا وأوزبكستان وفيتنام. وسيسمح هذا الوضع لهذه الدول بالمشاركة في مبادرات بريكس والاستفادة منها. ومن غير الواضح ما إذا كانت بلدان هذه الفئة قد تلقت دعوات رسمية للعضوية.

### توسع 2025
انضمت إندونيسيا إلى بريكس رسميا كعضو كامل العضوية في 6 يناير 2025، لتصبح أول دولة في جنوب شرق آسيا تنضم إلى المجموعة والعضو العاشر في مجموعة البريكس.

## الدول الأعضاء
| العلم | الدولة                                 | العاصمة                                                   | المساحة (كم2) | عدد السكان (2024) | الناتج المحلي الإجمالي (مليون دولار أمريكي) | الناتج المحلي الإجمالي (تعادل القوة الشرائية) (مليون دولار أمريكي دولي) | نصيب الفرد من الناتج المحلي الإجمالي (الاسمي) (دولار أمريكي) | نصيب الفرد من الناتج المحلي الإجمالي (القدرة الشرائية) (دولار أمريكي دولي) | مؤشر التنمية البشرية | العملة                        | اللغة الرسمية                                                              | القائد                                                                 | تاريخ الانضمام |
| ----- | -------------------------------------- | --------------------------------------------------------- | ------------- | ----------------- | ------------------------------------------- | ----------------------------------------------------------------------- | ------------------------------------------------------------ | -------------------------------------------------------------------------- | -------------------- | ----------------------------- | -------------------------------------------------------------------------- | ---------------------------------------------------------------------- | -------------- |
|       | جمهورية البرازيل الاتحادية             | برازيليا                                                  | 8,515,767     | 210,306,415       | 2,331,391                                   | 4,273,668                                                               | 11,352                                                       | 20,809                                                                     | 0٫760                | ريال برازيلي (R$) (BRL)       | اللغة البرتغالية انظر أيضا لغات البرازيل ‏                                  | رئيس الدولة والحكومة: لويس إيناسيو لولا دا سيلفا                       | سبتمبر 2006    |
|       | الاتحاد الروسي                         | موسكو                                                     | 17,075,400    | 145,579,899       | 2,056,844                                   | 5,472,880                                                               | 14,391                                                       | 38,292                                                                     | 0٫821                | روبل روسي (₽) (RUB)           | اللغة الروسية انظر أيضا لغات روسيا                                         | رئيس الدولة: فلاديمير بوتين رئيس الحكومة: ميخائيل ميشوستين             | سبتمبر 2006    |
|       | جمهورية الهند                          | نيودلهي                                                   | 3,287,240     | 1,425,423,212     | 3,937,011                                   | 14,594,460                                                              | 2,731                                                        | 10,123                                                                     | 0٫644                | روبية هندية (₹) (INR)         | اللغة الهندية (ديوناكري) اللغة الإنجليزية انظر أيضا لغات الهند الرسمية     | رئيس الدولة: دروبادي مورمو رئيس الحكومة: ناريندرا مودي                 | سبتمبر 2006    |
|       | جمهورية الصين الشعبية                  | بكين                                                      | 9,640,011     | 1,425,179,569     | 18,532,633                                  | 35,291,015                                                              | 13,136                                                       | 25,015                                                                     | 0٫788                | رنمينبي (اليوان الصيني) (CNY) | اللغة الصينية التي تكتب بحروف صينية مبسطة انظر أيضا لغات الصين             | القائد الأعلى وورئيس الدولة: شي جين بينغ رئيس الحكومة: لي تشانغ        | سبتمبر 2006    |
|       | جمهورية جنوب إفريقيا                   | بريتوريا (تنفيذية) كيب تاون (تشريعية) بلومفونتين (قضائية) | 1,221,037     | 62,378,410        | 373,233                                     | 1,025,930                                                               | 5,975                                                        | 16,424                                                                     | 0٫717                | راند جنوب إفريقي (R) (ZAR)    | 12 لغة رسمية ‏                                                              | رئيس الدولة والحكومة: سيريل رامافوزا                                   | 24 ديسمبر 2010 |
|       | جمهورية مصر العربية                    | القاهرة                                                   | 1,010,408     | 112,618,250       | 347,594                                     | 1,898,538                                                               | 3,225                                                        | 17,614                                                                     | 0٫728                | جنيه مصري (LE) (EGP)          | اللغة العربية الفصحى الحديثة                                               | رئيس الدولة: عبد الفتاح السيسي رئيس الحكومة: مصطفى مدبولي              | 1 يناير 2024   |
|       | جمهورية إثيوبيا الديمقراطية الفيدرالية | أديس أبابا                                                | 1,104,300     | 125,384,287       | 205,130                                     | 431,688                                                                 | 1,910                                                        | 4,019                                                                      | 0٫492                | بير إثيوبي (BR) (ETB)         | اللغة العفارية اللغة الأمهرية لغة الأورومو اللغة الصومالية اللغة التغرينية | رئيس الدولة: سهلورق زودي رئيس الحكومة: آبي أحمد علي                    | 1 يناير 2024   |
|       | جمهورية إيران الإسلامية                | طهران                                                     | 1,648,195     | 89,524,246        | 464,181                                     | 1,854,845                                                               | 5,310                                                        | 21,219                                                                     | 0٫780                | ريال إيراني (Rl) (IRR)        | اللغة الفارسية                                                             | المرشد الأعلى: علي خامنئي رئيس الدولة: مسعود بزشكيان                   | 1 يناير 2024   |
|       | الإمارات العربية المتحدة               | أبو ظبي                                                   | 83,600        | 4,106,427         | 527,796                                     | 948,045                                                                 | 53,916                                                       | 96,845                                                                     | 0٫911                | درهم إماراتي (AED)            | اللغة العربية الفصحى الحديثة                                               | رئيس الدولة: محمد بن زايد آل نهيان رئيس الحكومة: محمد بن راشد آل مكتوم | 1 يناير 2024   |
| \|    | جمهورية إندونيسيا                      | جاكرتا                                                    | 1,904,569     | 282,477,584       |                                             |                                                                         |                                                              | 16٬542                                                                     | 0٫713                | روبية إندونيسية (IDR)         | اللغة الإندونيسية                                                          | رئيس إندونيسيا: فرابوو سوبيانتو                                        | 2025-01-06     |

### مراحل التوسع
لا توجد إجراءات رسمية للانضمام إلى مجموعة البريكس، إلا أن أي حكومة ترغب في الانضمام يجب أن تنال دعم جميع الدول الأعضاء لتتلقى دعوة. لم يتم تناول المناقشات حول توسيع المجموعة إلا قريبًا في أوائل عام 2020، بدأ القادة وكبار الدبلوماسيين في الدول المؤسسة مناقشات توسيع المجموعة بعد هذا التاريخ. دعا الرئيس الجنوب أفريقي سيريل رامافوزا الدول التالية للانضمام إلى المجموعة في قمة البريكس 2023: الأرجنتين ومصر وإثيوبيا وإيران والمملكة العربية السعودية والإمارات العربية المتحدة للانضمام إلى المنظمة اعتبارًا من 1 يناير 2024.
رفضت الحكومة الأرجنتينية الجديدة في 30 ديسمبر 2023، كانت الأرجنتين قد تقدمت بطلب العضوية تحت إدارة ألبرتو فرنانديز في عام 2022، رسميًا إلى الكتلة نظرًا لاختلاف السياسة الخارجية للإدارة الجديدة.
انضمت مصر والإمارات العربية المتحدة وإثيوبيا وإيران رسميًا إلى الكتلة في 1 يناير 2024.
تقدمت تركيا بطلب رسمي للانضمام إلى المجموعة في 2 سبتمبر 2024. كانت تركيا عضوا في الناتو منذ 18 فبراير 1952 وهي أيضا دولة مرشحة للانضمام إلى الاتحاد الأوروبي. بدأت عملية عضوية تركيا في الاتحاد الأوروبي في 3 أكتوبر 2005 ولكن جُمدت في 13 مارس 2019. أعلن الرئيس التركي رجب طيب أردوغان في سبتمبر 2022 أن بلاده ستتقدم بطلب للحصول على عضوية منظمة شنغهاي للتعاون. صرح الرئيس رجب طيب أردوغان في 11 يوليو 2024 في بيان لمجلة نيوزويك الأمريكية أنهم لا يعتبرون عضوية تركيا في الناتو بديلا لمنظمة شنغهاي للتعاون وبريكس.
سبق للجزائر أن تقدمت بطلب للعضوية في 2023، لكنها رفضت الانضمام لاحقا في سبتمبر 2024 لتصبح الجزائر ثاني دولة بعد الأرجنتين ترفض الانضمام وتوقف طلبها.
رفضت البرازيل طلب انضمام فنزويلا إلى المجموعة بعد قمة بريكس 2024 ويرجع ذلك إلى حد كبير إلى الانتخابات الفنزويلية عام 2024 والأزمة الفنزويلية. ردا على ذلك استدعت الدولة سفيرها من البرازيل.
انضمت إندونيسيا إلى المجموعة في يناير 2025.

### المرشحون المحتملون للعضوية
أعربت الدول التالية إما عن اهتمامها بالانضمام إلى بريكس أو تقدمت بالفعل بطلب للحصول على العضوية:
| إفريقيا - الجزائر3 - أنغولا - بوركينا فاسو - الكاميرون - جمهورية إفريقيا الوسطى - الكونغو - جمهورية الكونغو الديمقراطية - غينيا الاستوائية - غانا - كينيا - ليبيا - مالي - ناميبيا - نيجيريا3 | - السنغال1 - جنوب السودان - السودان - تونس - أوغندا3 - زيمبابوي1 الأمريكتان - بوليفيا3 - كولومبيا - كوبا3 - السلفادور - نيكاراغوا - بيرو - فنزويلا1 | آسيا - أفغانستان - البحرين1 - بنغلاديش1 - إندونيسيا3 - العراق - كازاخستان3 - الكويت1 - لاوس1 - ماليزيا 3 - ميانمار - كوريا الشمالية | - باكستان 1 - فلسطين - السعودية2 - سريلانكا - سوريا1 - تايلاند3 - أوزبكستان3 - فيتنام3 - اليمن1 أوروبا - أذربيجان1 - بيلاروس3 - صربيا - تركيا3 |

1 - تقدمت بطلب رسمي للعضوية

2 - دُعي رسميًا للانضمام، لكنه لم يتخذ قرار رسمي بعد

3 - دُعي ليصبح دولة شريكة

## القمم
| الرقم | التاريخ                                                                      | الدولة المضيف | القائد المضيف              | الموقع                                  | ملاحظة |
| ----- | ---------------------------------------------------------------------------- | ------------- | -------------------------- | --------------------------------------- | --- |
| 1     | 16 يونيو 2009                                                                | روسيا         | دميتري ميدفيديف            | يكاترينبورغ (منزل سيفاستيانوف)          | كان القمة موضوع القمة مناقشة الركود العالمي السائد آنذاك والتعاون المستقبلي بين الدول والتجارة. من الموضوعات الأخرى الغذاء والتجارة وتجارة المناخ وأمن الدول الأعضاء. كما دعت القمة إلى تمثيل أكثر فاعلية للأسواق الناشئة. وتجدر الإشارة إلى أن جنوب إفريقيا لم تكن قد انضمت بعد إلى منظمة بريك في ذلك الوقت.                                          |
| 2     | 15 أبريل 2010                                                                | البرازيل      | لويس إيناسيو لولا دا سيلفا | برازيليا (قصر إيتاماراتي ‏)              | الضيوف: جاكوب زوما (رئيس جنوب إفريقيا) ورياض المالكي (وزير الخارجية الفلسطيني). ناقش الأعضاء الركود العالمي وكيفية التعافي منه وإصلاح صندوق النقد الدولي وتغير المناخ. |
| 3     | 14 أبريل 2011                                                                | الصين         | هو جينتاو                  | سانيا (منتجع شيراتون سانيا)             | أول قمة تنضم فيها جنوب إفريقيا مع دول البريك الأصلية. وناقش الأعضاء الاقتصادات العالمية والداخلية للبلدان. |
| 4     | 29 مارس 2012                                                                 | الهند         | مانموهان سينغ              | نيودلهي (فندق تاج محل)                  | أعلنت مجموعة بريكس عن إطلاق نظام كابل اتصالات بحري من الألياف الضوئية يربط الاتصالات السلكية واللاسلكية بين دول البريكس. وناقش الأعضاء في القمة الرابعة كيفية استفادة المنظمة من الركود العالمي لدعم نمو اقتصاداتها. وتهدف بريكس إلى تعزيز قوتها العالمية وتحقيق التنمية الاقتصادية لدولها.                                                            |
| 5     | 26–27 مارس 2013                                                              | جنوب إفريقيا  | جاكوب زوما                 | ديربان (Durban ICC)                     | مقترح إنشاء بنك التنمية الجديد واتفاقية الاحتياطي الطارئ. كما أعلنت مجموعة بريكس عن تأسيس مجلس الأعمال ومجلس مراكز الأبحاث التابع لها. |
| 6     | 14–17 يوليو 2014                                                             | البرازيل      | ديلما روسيف                | فورتاليزا (مركز مؤتمرات دو سيارا)       | وقع الأعضاء اتفاقيات إنشاء بنك التنمية الجديد لدول البريكس وترتيب احتياطي الطوارئ لمجموعة بريكس. وتحدث أعضاء بريكس مع بعضهم البعض حول التنسيق السياسي والتنمية والنمو الاقتصادي. وأعلنوا إعلان وخطة عمل فورتاليزا. |
| 7     | 8–9 يوليو 2015                                                               | روسيا         | فلاديمير بوتين             | أوفا (قاعة المؤتمرات)                   | قمة مشتركة مع منظمة شانغهاي للتعاون-الاتحاد الاقتصادي الأوروآسيوي. نوقش في القمة المشاكل السياسية والاقتصادية العالمية وأفضل السبل لتعزيز التعاون بين الدول الأعضاء. |
| 8     | 15–16 أكتوبر 2016                                                            | الهند         | ناريندرا مودي              | Benaulim (تاج إكزوتيكا)                 | قمة مشتركة مع مبادرة خليج البنغال للتعاون التقني والاقتصادي المتعدد القطاعات. ناقشت قمة بريكس الثامنة موضوعات مثل مكافحة الإرهاب والاقتصادات وتغير المناخ. كما أصدرت بريكس إعلان وخطة عمل غوا. |
| 9     | 3–5 سبتمبر 2017                                                              | الصين         | شي جين بينغ                | شيامن (مركز شيامن الدولي للمؤتمرات)     | نوقش في القمة التاسعة المستقبل المشرق لدول البريكس والأهداف المقصودة منه. كما قاموا بتغطية ومناقشة القضايا الدولية والإقليمية. |
| 10    | 25–27 يوليو 2018                                                             | جنوب إفريقيا  | سيريل رامافوزا             | جوهانسبرغ (مركز ساندتون للمؤتمرات)      | ناقش الأعضاء في القمة العاشرة صناعاتهم الصاعدة على أمل أن يتمكنوا من اقتطاع شريحة أكبر من سوق الصناعة العالمي. |
| 11    | 13–14 نوفمبر 2019                                                            | البرازيل      | جايير بولسونارو            | برازيليا (قصر إيتاماراتي)               | كانت "بريكس: النمو الاقتصادي من أجل مستقبل مبتكر" موضوع القمة الحادية عشر لبريكس. ناقش المشاركون في القمة التطورات الحاصلة في مجالات العلوم والابتكار في دول البريكس، مع التركي على تطوير التكنولوجيا والعملة الرقمية. كما تم التوقيع على اتفاقات متبادلة لدعم الجهود الرامية إلى وقف الاتجار بالمخدرات والجريمة المنظمة على المستويين الدولي والوطني. |
| 12    | 21–23 يوليو 2020 (أُجل بسبب جائحة فيروس كورونا) 17 نوفمبر 2020 (مكالمة فيديو) | روسيا         | فلاديمير بوتين             | سانت بطرسبرغ                            | قمة مشتركة مع منظمة شنغهاي للتعاون. ناقش فيها الأعضاء مساعدة الدول الأعضاء في بريكس على تعزيز مستويات معيشية ونوعية حياة أفضل لشعوب كل بلد. خطط فيه للتركيز على السلام والاقتصادات والقضايا المجتمعية الثقافية. |
| 13    | 9 سبتمبر 2021 (مكالمة فيديو)                                                 | الهند         | ناريندرا مودي              | نيودلهي                                 | جرت أثناء القمة ألعاب البريكس 2021 |
| 14    | 23 يونيو 2022 (مكالمة فيديو)                                                 | الصين         | شي جين بينغ                | بكين                                    | كان الموضوع الرئيسي في القمة هو إنشاء عملة احتياطية جديدة، تجمع بين عملات بريكس وتدعمها المعادن الثمينة. |
| 15    | 22–24 أغسكس 2023                                                             | جنوب إفريقيا  | سيريل رامافوزا             | جوهانسبرغ (مركز ساندتون للمؤتمرات)      | دُعيت في القمة الأرجنتين ومصر وإثيوبيا وإيران والمملكة العربية السعودية والإمارات العربية المتحدة للانضمام إلى المجموعة. كان من المقرر أن تدخل عضويتهم الكاملة حيز التنفيذ في 1 يناير 2024. أرسلت حكومة الأرجنتين رسالة إلى جميع قادة بريكس في 29 ديسمبر 2023 ترفض رسميًا الدعوة للانضمام إلى المجموعة. ولم تؤكد السعودية بعد قبولها.                    |
| 16    | 22–24 أكتوبر 2024                                                            | روسيا         | فلاديمير بوتين             | قازان (مركز قازان إكسبو الدولي للمعارض) | [ 141 ] |
| 17    | يعلن لاحقا 2025                                                              | البرازيل      | لويس إيناسيو لولا دا سيلفا | يعلن لاحقا                              | [ 142 ] |

## الهيكلية الاقتصادية
يعتمد الهيكل المالي لبريكس على عنصرين رئيسيين الأول هو بنك التنمية الجديد (بنك تنمية البريكس) والثاني ترتيبات احتياطي الطوارئ وقد وقعت الاتفاقيات الخاصة بكل منهما في عام 2014 وفُعلت عام 2015.

### بنك التنمية الجديد

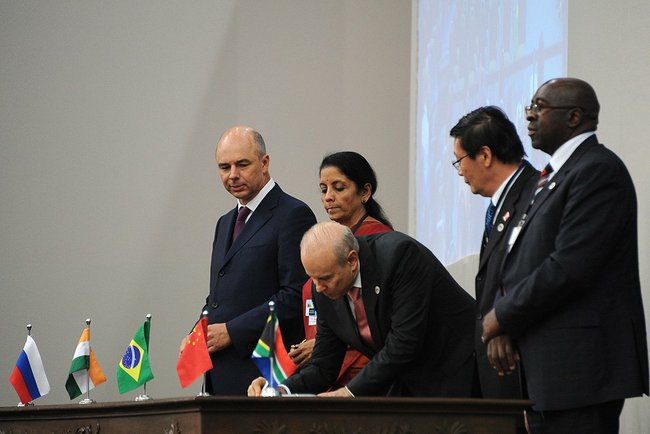
وقعت على اتفاقية تأسيس بنك التنمية الجديد وترتيب احتياطي الطوارئ في معاهدة في قمة بريكس 2014 في البرازيل.

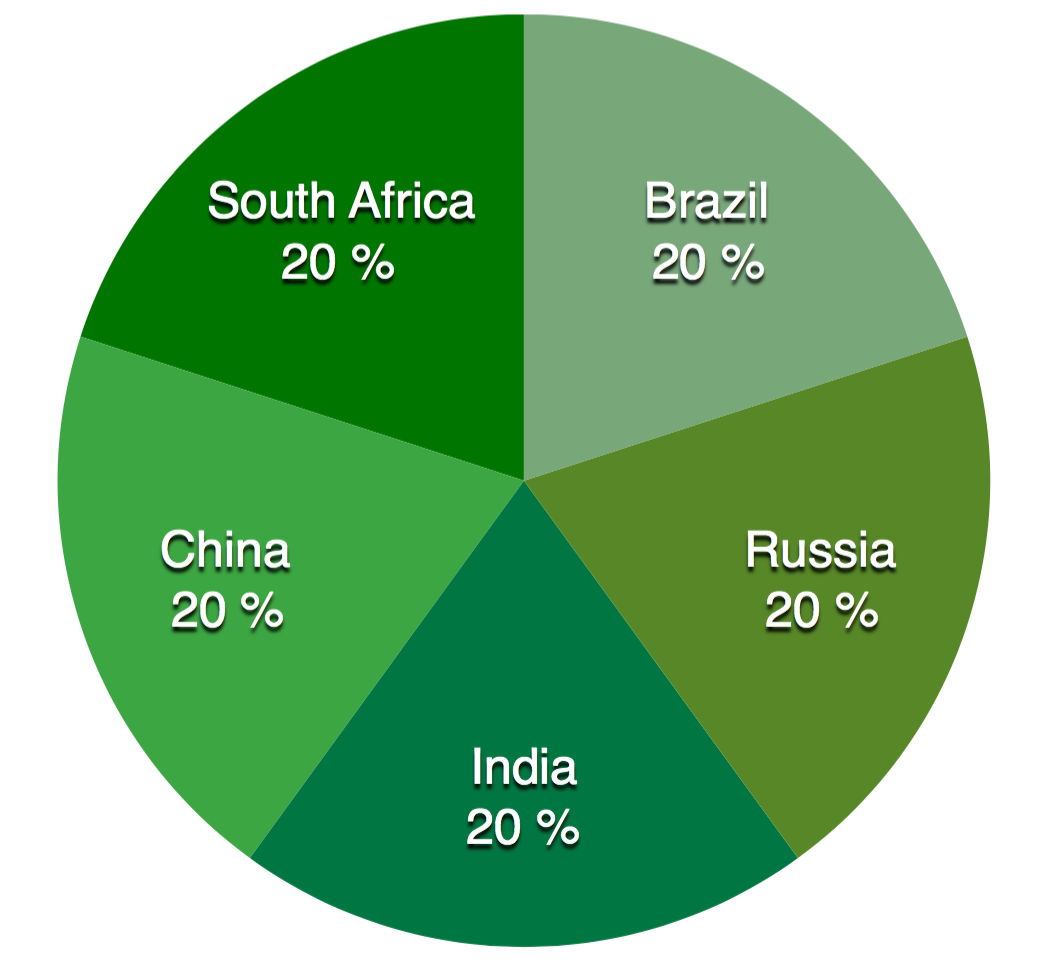
توزيع الأسهم بالتساوي بين مساهمي بنك التنمية الوطني.

بنك التنمية الجديد المعروف رسميًا ببنك تنمية بريكس، هو بنك تنمية متعدد الأطراف تديره دول البريكس الخمس. يركز البنك على تمويل مشاريع البنية التحتية بحد ائتمان يصل إلى 34 مليار دولار سنويًا. يبلغ رأس مال البنك الأولي 50 مليار دولار ومن المتوقع أن يزداد إلى 100 مليار دولار. ساهمت كل من البرازيل وروسيا والهند والصين وجنوب إفريقيا ب 10 مليارات دولار أولية.
كان لدى البنك 53 مشروعًا مستمرًا بقيمة إجمالية تقارب 15 مليار دولار حتى عام 2020. انضمت بنغلاديش ومصر والإمارات العربية المتحدة وأوروغواي إلى البنك في عام 2021. وانضمت الجزائر إليه في سبتمبر 2024.

### ترتيبات احتياطي الطوارئ
ترتيبات احتياطي الطوارئ لبريكس اختصارا (BRICS CRA) هو إطار عمل للحماية ضد ضغوط السيولة العالمية. تشمل الحماية قضايا العملة حيث تتضرر العملات الوطنية للأعضاء بسبب الضغوط المالية العالمية. ووجد أن الاقتصادات الناشئة التي شهدت التحرير الاقتصادي السريع اقتصادها بزيادة التقلبات الاقتصادية مما يؤدي إلى بيئة اقتصادية كلية غير مستقر. ينظر إلي ترتيب احتياطئ الطوارئ أنه منافس لصندوق النقد الدولي وينظر إليه وبنك التنمية الجديد مثال على زيادة التعاون بين الجنوب والجنوب.
أُسس الترتيب في عام 2015، يتكون الأساس القانوني من معاهدة إنشاء ترتيب احتياطي في البريكس الذي وقع في فورتاليزا في البرازيل في 15 يوليو 2014. بدأت اجتماعاته بقمة مجلس إدارة بريكس واللجنة الدائمة للبريكس المنعقدة في 4 سبتمبر 2015 في أنقرة في تركيا.

### بريكس باي
شرع وزراء من دول بريكس في مناقشة إنشاء نظام دفع يمكن أن يكون بديلاً لنظام سويفت في قمة البريكس عام 2015 المنعقدة في روسيا. الهدف المُعلن منها كان الانتقال إلى التسويات بالعملات الوطنية. ذكر البنك المركزي الروسي أن من مزاياه: النسخ الاحتياطي والتكرار لمواجهة الاضطرابات المحتملة في نظام سويفت.
أيضا أطلقت الصين نظامها البديل لسويفت وهو نظام الدفع بين البنوك عبر الحدود، الذي يتيح للمؤسسات المالية حول العالم إرسال واستقبال معلومات المعاملات المالية.

### العملة المشتركة المحتملة
التزمت دول بريكس بدراسة جدوى عملة مشتركة جديدة أو ما شابه ذلك في قمة بريكس 2023 في جنوب إفريقيا. يعتقد أن التجارة الدولية العادلة والسهلة والانخفاض الكبير في تكاليف التعاملات ستكون بعض الأسباب التي تجعل هذه البلدان قادرة على تشكيل اتحاد نقدي.

## الرئاسة المؤقتة لدول البريكس
أحد رؤساء الدول الأعضاء ليكون رئيسًا مؤقتًا لمجموعة بريكس في كل قمة. تولى رئيس البرازيل هذا المنصب في عام 2019. كانت أولويات الرئاسة البرازيلية المؤقتة لذلك العام تشمل تعزيز التعاون في مجالات العلوم والتكنولوجيا والابتكار وتحسين التعاون في الاقتصاد الرقمي وتفعيل التعاون في مكافحة الجريمة العابرة للحدود - تشمل الجريمة المنظمة وغسل الأموال وتجارة المخدرات - وتعزيز العلاقة بين بنك التنمية الجديد ومجلس أعمال بريكس.
الرئيس الحالي لمجموعة بريكس هو روسي، وتتضمن أهدافهم الاستثمار في دول بريكس لتحسين اقتصاداتها والتعاون في مجالات الطاقة والبيئة وصياغة قرارات تتعلق بالهجرة وحفظ السلام.

## ردود الفعل

### الصين
وصف هو جينتاو، الأمين العام للحزب الشيوعي الصيني ورئيس الصين في ذلك الوقت، دول بريكس في عام 2012 بأنها مدافعة عن الدول النامية وقوة داعمة للسلام العالمي. لكن المحللين الغربيين أبرزوا الانقسامات والضعف المحتمل في المجموعة والتي منها عدم الاستقرار الاقتصادي الكبير والخلافات بين الأعضاء حول إصلاح مجلس الأمن التابع للأمم المتحدة والنزاعات الإقليمية بين الهند والصين.

### الولايات المتحدة
قالت إيزوبيل كولمان، مديرة برنامج المجتمع المدني والأسواق والديمقراطية في "مجلس العلاقات الخارجية" الأمريكي والممثلة اللاحقة للولايات المتحدة في الأمم المتحدة، في 9 أبريل 2013 أن دول بريكس تشترك في عدم التوافق في الآراء. وأن هذه الدول ذات أنظمة سياسية متباينة بقوة تتراوح بين الديمقراطيات الليبرالية الحيوية في البرازيل وجنوب إفريقيا والأوليغارشية المستقرة في روسيا، وأن اقتصاداتها متفاوتة في الحجم وضعيفة التكامل. كما أكدت أن الفروق الكبيرة في الناتج المحلي الإجمالي تؤثر على الاحتياطيات فما أن الصين أكبر اقتصاد بينهم فذلك مما يعزز من وزنها السياسي في المجموعة.
أظهرت دراسة مطولة من جامعة تافتس نُشرت في يوليو 2023 أن النظرة الشائعة أن دول البريكس مجموعة تسيطر عليها الصين وتسعى لمعارضة الولايات المتحدة هي نظرة مغلوطة. وقالت الدراسة أن دول البريكس تتشارك في مصالح التنمية وتسعى لإرساء نظام عالمي متعدد الأقطاب لا تسيطر عليه قوة واحدة. وإن تضامن دول البريكس يشكل الآن قوة تفاوضية تتحدى للأهداف الجيوسياسية والاقتصادية لواشنطن.
زعم كون كوغلين، محرر الدفاع والشؤون الخارجية لصحيفة ديلي تلغراف بعد قمة بريكس 2023 أن "التحدي الذي تمثله بريكس للنظام العالمي الراهن يبدو أنه سيفشل"، واتهم الصين بأنها تستغل المنظمة لتعزيز نفوذها العالمي. كما أبرز كوغلين التناقضات داخل المجموعة مثل النزاع الحدودي بين الصين والهند ونادى بضرورة زيادة التعاون الغربي مع الهند.
قال توماس هيل من المجلس الأطلسي في ديسمبر 2023 أن مساعي مجموعة البريكس لإزاحة الدولار، خاصةً في شمال أفريقيا، تمثل تحديًا كبيرًا لمصالح الولايات المتحدة. يدل على ذلك انضمام مصر إلى المجموعة والاهتمام بالانضمام في الجزائر وتونس. إذ يمكن أن تُقلل الجهود المنسقة لإزالة الدولار في المنطقة من النفوذ الأمريكي وتؤثر على الاتفاقيات التجارية الحالية. يُثير توسع البريكس قلق صانعي السياسة الأمريكيين لالتزام المجموعة بإنهاء هيمنة الدولار العالمي واستبداله بـ "R5" أو "الرنمينبي والروبل والروبية والريال والراند"، أو بعملة رقمية أخرى للبنك المركزي متعدد الأطراف. قد يُحد هذا التحول من قدرة الولايات المتحدة على إدارة العجز والحفاظ على أسعار فائدة منخفضة. قد يُضعف إلغاء الدولار فعالية العقوبات الأمريكية المعتمدة على نظام سويفت لأن البريكس تسعى لتطوير أنظمة مالية بديلة. وتُقدر البي بي سي أن مشاريع البريكي لتقليل الاعتماد على الدولار الأمريكس "قد لا تكون عملية، نظرًا لأن اقتصادات العديد من الدول الأعضاء لا تستطيع فطام نفسها عنه".

### الهند
شكك المؤلف الماركسي الهندي فيجاي براشاد في حدود بريكس في عام 2014 لأنها تتبع سياسات نيوليبرالية. لأنها لم تنشئ مؤسسات موازنة جديدة ولم تتوصل إلى أيديولوجية بديلة. يقول براشاد إن مشروع بريكس لا يمكن أن يتحدى أولوية الولايات المتحدة وحلف شمال الأطلسي.

### الرأي العالمي
تبين في استطلاع أجرته مؤسسة غالوب الدولية بين شهري أكتوبر وديسمبر لعام 2023 أن حوالي ثلث الأشخاص حول العالم لم يسمعوا قط عن بريكس. نسبة الآراء السلبية كانت أكثر في الدول الغربية فكانت النسب كالآتي السويد سجلت أعلى نسبة آراء سلبية (45٪) تليها إسبانيا والولايات المتحدة الأمريكية بنسبة (30٪) لكل منهما ثم البرتغال وأوكرانيا بنسبة (29٪). كانت نسبة الآراء الإيجابية كالآتي روسيا (38٪) وإيران (37٪) ونيجيريا (36٪) والمملكة العربية السعودية (33٪)،وماليزيا (32٪). كانت نسبة الآراء الإيجابية حول بريكس في الهند (36٪)، وكانت الآراء السلبية (29٪).
تبين في استطلاع أجرته مؤسسة غالوب الدولية بين شهري أكتوبر وديسمبر لعام 2023 أن حوالي ثلث الأشخاص حول العالم لم يسمعوا قط عن بريكس. نسبة الآراء السلبية كانت أكثر في الدول الغربية فكانت النسب كالآتي السويد سجلت أعلى نسبة آراء سلبية (45٪) تليها إسبانيا والولايات المتحدة الأمريكية بنسبة (30٪) لكل منهما ثم البرتغال وأوكرانيا بنسبة (29٪). كانت نسبة الآراء الإيجابية كالآتي روسيا (38٪) وإيران (37٪) ونيجيريا (36٪) والمملكة العربية السعودية (33٪) وماليزيا (32٪). كانت نسبة الآراء الإيجابية حول بريكس في الهند (36٪)، وكانت الآراء السلبية (29٪).

## وصلات خارجية
- infobrics.org
- مقالة عن تأسيس المجموعة